# Prosopocera holoflava
Prosopocera holoflava är en skalbaggsart som beskrevs av Stefan von Breuning 1981. Prosopocera holoflava ingår i släktet Prosopocera och familjen långhorningar. Inga underarter finns listade i Catalogue of Life.